# اسلحه‌های متوسط
اسلحه‌های متوسط (به انگلیسی: Mean Guns) یک فیلم اکشن آمریکایی با بازی آیس-تی، کریستوفر لمبرت، مایکل هالزی، دبورا فن واکنبورگ و کیمبرلی وارن محصول سال ۱۹۹۷ به کارگردانی آلبرت پایون است.